# San Lorenzo Primer Cuartel
San Lorenzo Primer Cuartel är en ort i Mexiko.   Den ligger i kommunen Tlalpujahua och delstaten Michoacán de Ocampo, i den sydöstra delen av landet, 120 km väster om huvudstaden Mexico City. San Lorenzo Primer Cuartel ligger 2 656 meter över havet och antalet invånare är 151.
Terrängen runt San Lorenzo Primer Cuartel är kuperad. Runt San Lorenzo Primer Cuartel är det ganska tätbefolkat, med 179 invånare per kvadratkilometer. Närmaste större samhälle är El Oro de Hidalgo, 4,8 km öster om San Lorenzo Primer Cuartel. Trakten runt San Lorenzo Primer Cuartel består till största delen av jordbruksmark.